# Линц, Роланд
Ро́ланд Гу́нтер Линц (нем. Roland Gunther Linz; род. 9 августа 1981[…], Леобен, Штирия) — австрийский футболист чешского происхождения, нападающий.

## Карьера

### Клубная
Воспитанник футбольных школ клубов «Леобен» и «Мюнхен 1860». Профессиональную карьеру начал в 1999 году в клубе «Леобен», за который сыграл 53 матча и забил 27 мячей. В 2001 году перешёл в венскую «Аустрию», в составе которой стал чемпионом Австрии и выиграл Кубок Австрии в 2003 году, после чего в том же году перешёл на правах аренды в клуб «Адмира Ваккер Мёдлинг», за который сыграл 31 матч и забил 15 мячей. В июле 2004 года перешёл во французскую «Ниццу», за которую сыграл 15 матчей, однако, не смог забить ни одного мяча. С января 2005 года играл в составе «Штурма», за который провёл 13 матчей и забил 4 мяча. В июне 2005 года вернулся в венскую «Аустрию», с которой во второй раз выиграл чемпионат Австрии и Кубок Австрии, и стал лучшим бомбардиром чемпионата в 2006 году, после чего в том же году переехал в Португалию в клуб «Боавишта», за который сыграл 28 матчей и забил 10 мячей. С июля 2007 года играет за «Брагу», в составе которой дошёл до 1/16 финала Кубка УЕФА в 2008 году.

### В сборной
До 2002 года выступал за юношеские и молодёжную сборные. В составе главной национальной сборной Австрии дебютировал 27 марта 2002 года в матче со сборной Словакии, а первый мяч забил 3 сентября 2005 года в отборочном матче к чемпионату мира против сборной Польши. Участник чемпионата Европы 2008 года, сыграл 2 матча: 8 июня против сборной Хорватии и 12 июня против сборной Польши.

## Достижения

### Командные
Аустрия (Вена)
- Чемпион Австрии (3): 2002/03, 2005/06, 2012/13
- Обладатель Кубка Австрии (2): 2002/03, 2005/06

### Личные
- Лучший бомбардир чемпионата Австрии (2): 2005/06 (15 голов), 2010/11 (21 гол)